# Картлийски хребет
Картлийският хребет (на грузински: ქართლის ქედი) е планински хребет, простиращ се от юг на север, в североизточната част на Грузия, между левите притоци на река Кура реките Йори на изток и Арагви и левият ѝ приток Пшовска Арагви на запад. На север се свързва с Главния (Водоразделен) хребет на Голям Кавказ, а на юг се спуска до столицата на Грузия Тбилиси. Дължина над 100 km. Максимална височина 3276 m, (42°23′15″ с. ш. 45°13′18″ и. д. / 42.3875° с. ш. 45.221667° и. д.), издигащ се в северната му част. Изграден е от пясъчници, мергели и шисти. Покрит е с гъсти букови и дъбови гори, а високите му части на север – с планински пасища. В западното му подножие, на река Арагви е разположено сгт Жинвали, а в източното му подножие, на река Йори – сгт Тианети.

## Топографска карта
- К-38-XV М 1:200000[2]
- К-38-XVI М 1:200000[3]